# Lunghezza

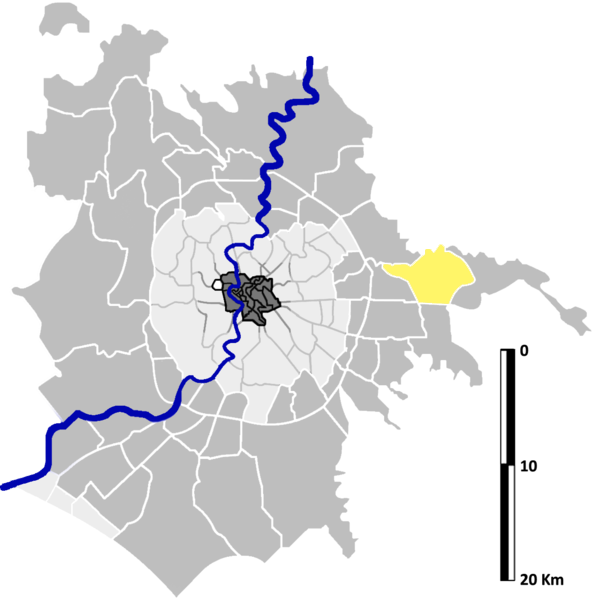
Lage von Lunghezza in Rom

Lunghezza bezeichnet die zehnte Zone, abgekürzt als Z.X, der italienischen Hauptstadt Rom. Im Gegensatz zu den Rioni, Quartieri und Suburbi sind es die ländlicheren Gebiete von Rom. Sie gehört zum Municipio VI und zählt 42.100 Einwohner (2016). Sie befindet sich im Osten der Stadt außerhalb der römischen Ringautobahn A90 und hat eine Fläche von 22,6776 km². Die Zona teilt sich in die Siedlungen Lunghezza, Castelverde, Fosso San Giuliano, Ponte di Nona, Villaggio Falcone und Villagio Prenestino.

## Geschichte
Lunghezza wurde am 13. September 1961 durch Beschluss des Commissario Straordinario gegründet. Damals wurde der Ager Romanus in 59 Zonen geteilt, denen eine römische Zahl zugeteilt und ein Z vorgestellt wurde. Davon wurden sechs an die neugegründete Gemeinde Fiumicino komplett ausgegliedert und drei weitere teilweise.